# Jiří Waldhauser
Jiří Waldhauser (Prága, 1945. április 8. – 2023. július 15.) cseh régész, a késő vaskor (kelták) kutatója.

## Élete
1963-1969 között a Masaryk Egyetemen végzett. 1969-1971 között a libereci múzeum, majd 1971-1981 között a teplicei múzeum munkatársa. 1981-1982-ben a brünni, majd 1983-1984-ben a žateci múzeumban dolgozott. 1985-1994 között a prágai Nemzeti Technikai Múzeumban, majd 1994-től Mladá Boleslavban működött.
1973-ban kisdoktori címet, 1981-ben a tudományok kandidátusa címet szerzett. Főként a kelták hagyatékával és monetáris régészettel foglalkozott. Számos nagy leletmentést vezetett. Tudománynépszerűsítő munkássága is jelentős. Régészeti kiállítások és parkok szervező munkatársaként dolgozott.

## Művei
- 1981 Keltské rotační mlýny v Čechách. Památky archeologické 72, 153-221.
- 1983 Závěrečný horizont keltských oppid v Čechách. Slovenská archeológia 31, 325-356.
- 1987 Keltische Gräberfelder in Böhmen. Bericht der Römisch-germanischern Komission in Mainz 68, 25-179.
- 1993 Die hallstatt- und latènezeitliche Siedlung mit Gräberfeld bei Radovesice in Böhmen. Teplice
- 1996 Keltové na Jizeře a v Českém ráji. Praha-Mladá Boleslav
- 1997 Archeologie Germánů v Pojizeří a v Českém ráji. Praha (tsz. Lubomír Košnar)
- 1999 Jak se kopou keltské hroby. Praha
- 2001/2006/2007 Encyklopedie Keltů v Čechách. Praha